# اسپری فلشیه
اسپری فلشیه (به فرانسوی: Esprit Fléchier) نویسنده و واعظ قرن هفدهم میلادی اهل فرانسه است.